# Australian Shepherd
 Der er for få eller ingen kildehenvisninger i denne artikel, hvilket er et problem. Du kan hjælpe ved at angive troværdige kilder til de påstande, som fremføres i artiklen.

Australian Shepherd (også kaldes aussie ) er en alsidig hyrdehund og gårdhund. Den er på trods af sit navn udviklet i USA. Det er en mellemstor, intelligent og aktiv hund. Den egner sig fortrinligt til både agility, lydighed og selvfølgelig hyrdning. De er ofte dygtige til flyball, frisbee og som redningshunde. Aussien er lærenem og udholdende, men kræver en del aktivitet og motion da den ellers selv finder på måder at underholde sig selv (=unoder). 
Mange regner denne hund for ligeså begavet som Border Collie. Den har en kraftigere og mere kvadratisk kropsbygning end Border Collien og er generelt mere rolig end denne. De to racer har mange ligheder hvad angår udseende. Modsat Border Collien anvender denne hund ikke øjenkontakt, når den arbejder som hyrdehund. Det er en hund fra USA's vestkyst og navnlig brugt til hyrdeopgaver i Californiens omskiftelige klima. Hunderacens navn er lidt misvisende formentlig af historiske årsager. Australian Shepherd er fremavlet i det vestlige USA. Hunderacens hidrører oprindeligt fra de hyrdehunde, som Baskere bragte med sig fra Spanien til Australien og derfra videre til Californien på USA's vestkyst.

## Temperament
Der er tale om en begavet hund, som nyder at lære nye ting. Den har en mild og trofast natur samt høj intelligens – Den knytter sig meget stærkt til dens ejer og dennes familie. Denne hund er tidligere blevet brugt til at beskytte børn, som var alene mens forældrene arbejdede på gården. "Aussier" med stærkt hyrdeinstinkt kan være skeptiske overfor mennesker, den ikke kender. Dens stærke tilknytning til ejerfamilien gør, at den er let at træne. Det er en meget legende hund, der holder af børn. Den har udtalt territoriefornemmelse, fordi den vil beskytte dem den holder af. Derfor skal den lære at håndtere andre dyr og mennesker der kommer til den udefra. Den trives fint med andre dyr, hvis den ser dem som del af sin flok. 
Hyrdeinstinktet gør, at den prøver at være foran andre dyrs tankerække. Den prøver at forudse, hvad ejeren og andre dyr gør om lidt. Den er meget arbejdsom, men tåler kedsomhed. Som træningsprincip for denne race er klikkertræning og mildhed at foretrække frem for autoritære metoder, men det gælder jo de fleste hunde. I en hundeskole sammenhæng ses "aussier" ofte som hurtigtlærende og det lærte huskes længe. Det er en god agility hund da den er både rolig og hurtig på banen.
Denne race kræver megen motion og intellektuelle udfordringer, ellers kan den udvikle uvaner såsom at bide i ting, grave huller i haven, gø hele tiden osv. Den kan bruges som slædehund. De er udmærkede sporhunde og svømmer godt. De er sjældent anvendt som jagt hunde.

## Familie og Aussie
Denne hund har oprindeligt beskyttet gården og taget sig af hyrdeopgaver, den knytter sig meget stærkt til familien. Derfor skal hunden lære at acceptere gæster og fremmede, således at dens beskytterinstinkt ikke bliver til gene. Beskytterinstinktet og hyrdeinstinktet kan i sjældne tilfælde blive et problem overfor spædbørn, men aldrig overfor større børn. Desværre ses det i visse tilfælde, at en aussie omplaceres fordi den tror, at spædbørn "ikke må forlade flokken". Hunden bliver overbeskyttende overfor de spæde. Det skal understreges, at det forekommer sjældent, og at de så vidt vides er et generelt hyrdehunde problem og ikke specifikt for aussie hunde. Nogle mener, at problemet kan løses ved at sikre sig, at hunden ikke er understimuleret.

## Udseende
Australian Shepherd findes af genetiske grunde i flere kombinationer af farver. Grundfarverne er sort og rødbrun, der forekommer tillige anlæg for merle (hvidbroget). Merle er et gen der giver spraglede farver med hvid grundfarve. Således fås sort trefarvet, rød trefarvet, blå merle og rød merle. Der er varianter med 3 og 2 farver. Farvemæssigt er der tale om at der blandes gener for hhv. rød og sort. Sort og Merle er dominante genetisk set, mens Rød og ikke-merle er recessive. Grundfarverne er altid sort eller rød/brun. Det er ikke ønskeligt i udstillingssammenhæng at hunden har hvidt bag skuldrene. Hovedet bør ikke domineres af hvidt, og området omkring øjnene og ørerne bør være omringet af farve. De områder må ikke være hvide. Der ses hvalpe med ikke-godkendte farvesammensætninger på samme måde som hos andre hunderacer. Den vigtige regel er at man ikke må avle på to hunde med farven merle. Enten far eller mor skal være ikke-merle. 
Hunden vejer som voksen typisk mellem 16 og 32 kilo, og bliver 46 til 58 cm høj. Den fødes både stumphalet og med almindelig længde hale. Der er en vis uenighed om hvorvidt racens godkendte karakteristika også omfatter den såkaldte Miniature Australian Shepherd. Et særpræg er at øjenfarven kan være forskellig på henholdsvis højre og venstre øje, og at et øje sågar kan have 2 forskellige farver. De "bicolored eyes" kan f.eks. have en blå og en brun halvdel.

## Farver og genetik
Der er blå, rød og blå og rød merle varianter, altså i alt 4 muligheder. Her taler man om kombinatorik ud fra Mendel arvelighedslære. Der er dominante gener for farve og ikke-dominante (recessive) gener for farve hos aussier. Genet for farven blå (dvs. sort) er dominant og omtales som (B). Genet for farven rød og red merle er recessivt og kaldes (b) Genetisk kan en hund være genetisk sammensat på en af de tre måder BB Bb eller bb. En hund med genetisk farve disposition BB får kun sorte hvalpe. En hund med genetisk farve disposition bb får der kun røde hvalpe. Parres en sort hund med (BB) gener for farve med en rød (bb) så slår det dominante gen igennem og hvalpene bliver sorte. Imidlertid vil (Bb) altid give farven sort, da sort genet (B) er dominant, men (Bb) kombinationen give mulighed for at hunden her senere får røde hvalpe, det kaldes "red carrier"
Parring 
- (BB) med (BB) giver sorte hvalpe

- (BB) med (bb) giver sorte hvalpe enkelte kan være red carrier (Bb)

- (bb) med (bb) giver røde hvalpe

- (Bb) med (Bb) giver muligvis (BB) sorte og (Bb) sorte og (bb) røde

Samme logik med Merle ("hvid-broget") der er dominant gen, mens den mere ensfarvede er recessivt gen. Der er også genetisk disposition for stumphale og fuldlængde hale. Højre og venstre øje kan have forskellig farve, hvad er en del af racestandarden.

## Avl
Der findes kenneller med Aussier i Danmark og vore nabolande. Det frarådes at avle på 2 merlehunde. Det er bedst hvis der kun én Merle i forældreparret, ellers kan man risikere at hvalpene bliver blinde og/eller døve. Dette skyldes et vist underskud af farvepigment hos merlehundene, som slår igennem når både far og mor er Merle. Der findes en del kenneler og foreningsvirksomhed omkring denne hunderace i DK. Nogle avlere foretrækker en "working" variant af racen, mens andre kenneller foretrækker en mere familieorienteret hund. "Linjerne" i avlsarbejdet er temmelig forskellige både hvad angår udseende og mentalitet. Der findes tillige en "miniudgave" af Aussie men den regnes ikke som en del af denne hunderace. Levealderen regnes til at være cirka 12 år. 

## Racens historie
Oprindelig var der forskellige krav til hyrdehunde i det vestlige og østlige USA, således blev avlskriterierne også forskellige. Da "The Goldrush" kom i 1880erne skete der en vis sammenblanding af de østlige og vestlige hyrdehunde. Således er der sket en blanding af oprindelige Engelske, Tyske og Spanske hyrdehunde. Avl var fokuseret på hundens arbejdsevne snarere end dens udseende. Hyrdehunde i USA's vestlige del kunne klare et barskt klima med ekstreme kulde og varmegrader. Ligeledes skulle de beskytte får mod de lokale rovdyr.  Aussien skulle være hurtig, udholdende, fleksible og samtidig lydig. Det nutidige fundament for racen, hvad angår mentalitet og udseende blev endelig fastlagt mellem 1930 og 1970 af den Amerikanske forening the Australian Shepherd Club of America.

## Eksterne links
- Australian Shepherd Club of America (engelsk)

- Wikimedia Commons har flere filer relateret til Australian Shepherd